# Alpstein
Der Alpstein ist eine Untergruppe der Appenzeller Alpen und gehört zu den Schweizer Kantonen Appenzell Innerrhoden, Appenzell Ausserrhoden und St. Gallen.

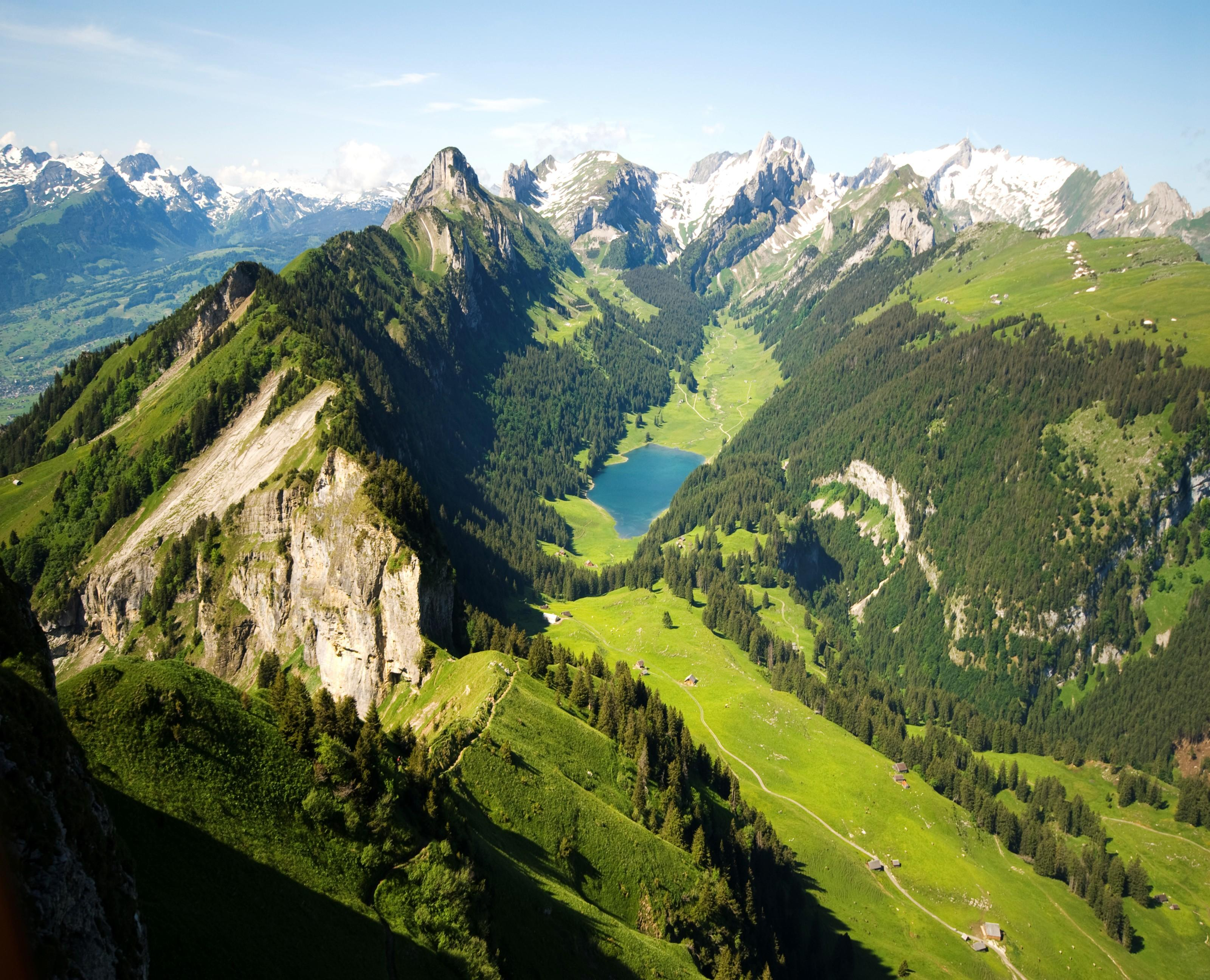
Blick in den Alpstein vom Hohen Kasten

Trotz seiner im Vergleich zu anderen Alpengipfeln eher geringen Höhe – höchster Berg ist der Säntis mit 2501,9 m – wirkt der Alpstein aufgrund seiner nördlichen «Vorpostenlage» mit nur geringer Entfernung zum Bodensee (Luftlinie knapp 30 km) sehr mächtig.

## Gestalt
Geologisch ist der Alpstein ein Kalksteinmassiv und gehört zum Helvetischen System. Der Kalkstein ist mit zahlreichen Rissen, Höhlen und Dolinen durchsetzt. Das dadurch abfliessende Wasser führt zu Wassermangel, der von manchen Hütten und Alpen durch das Auffangen von Regenwasser kompensiert werden muss.
Morphologisch betrachtet haben die tektonischen Faltungen im Wesentlichen drei von Südwest nach Nordost verlaufende, an der Saxer Lücke durch den Sax-Schwende-Bruch gegeneinander verschobene, Grate gestaltet. Sie enden im Osten mit Ebenalp, Alp Sigel und Kamor. Nur der Lisengrat, die Verbindung zwischen den beiden Gipfeln Altmann und Säntis, verläuft quer zu den Hauptgraten. Zwischen diesen Gebirgszügen sind auf Appenzeller Seite in die Täler des Alpsteins kleine Bergseen eingebettet: Seealpsee, Sämtisersee und Fälensee. Zwei der drei Seen verfügen über keinen oberirdischen Abfluss; das Wasser des Fälen- und Sämtisersees fliesst durch den südöstlich vorgelagerten Gebirgskamm in den Rhein. Der östlichste Grat des Alpsteins fällt steil zum Rheintal hin ab.
Im westlichen Alpstein sind nur die nördliche sowie die mittlere Alpsteinkette bis zum Durchbruch der Thur bei Starkenbach ausgebildet, wobei bei letzterer die Kammlinie deutlich niedriger liegt (höchster Punkt: Spisslen mit 1538 m ü. M.). Dazwischen erstreckt sich das Gräppelental mit dem Gräppelensee und der Senke von Hintergräppelen.
Der Gebirgszug ist eher steil und die Täler sind tief eingeschnitten. Der Alpstein ist ein ideales, teils anspruchsvolles Wandergelände. Im Winter, vor allem zwischen Februar und April, sind Abfahrten mit Ski oder Snowboard für Geübte vom Säntismassiv aus hinunter nach Appenzell, Wasserauen oder Brülisau oder ins Toggenburg nach Unterwasser oder Wildhaus möglich.

## Klima
Das Klima im Alpstein wird durch seine Lage am Alpennordrand sowie das stark ausgeprägte Relief geprägt. So fallen im Alpstein verbreitet über 1500 mm, in ausgeprägten Staulagen (Schwägalp) sowie in den Hochlagen (Säntis) deutlich über 2500 mm Niederschlag pro Jahr. Im Jahr 1922 fielen auf dem Säntis sogar 4173 mm Jahresniederschlag, im April 1999 wurde hier mit 816 cm auch die höchste je in der Schweiz gemessene Gesamtschneehöhe registriert.
Generell sinken die Temperaturen mit zunehmender Höhe; so beträgt die Jahresmitteltemperatur in Ebnat-Kappel (623 m) 7,7 °C, auf dem Säntis (2502 m) −1,2 °C. In den durch Karstprozesse ausgebildeten Senken ohne oberirdischen Abfluss (Sämtisersee, Fälensee, Hintergräppelen, Furgglen) ergeben sich bei günstigen Witterungsbedingungen (trocken-kalte Luftmasse, frisch gefallener Neuschnee, klarer Himmel, Windstille) deutliche Abweichungen von dieser Regel, und es bilden sich starke Inversionen aus. Dabei kann die Temperatur in diesen Kaltluftseen um mehr als 25 Grad unter die Temperatur fallen, welche auf gleicher Höhe in freier Atmosphäre herrscht. Sowohl am Sämtisersee als auch in der Senke auf der Alp Hintergräppelen wurden bereits Minimaltemperaturen von unter −30 °C gemessen, in Hintergräppelen wurde am 7. Januar 2017 mit −38,2 °C die tiefste Temperatur dieses Jahres in der Schweiz registriert.
|                       | Jan  | Feb   | Mär  | Apr  | Mai  | Jun  | Jul  | Aug  | Sep  | Okt  | Nov  | Dez  |   |       |
| Mittl. Tagesmax. (°C) | −4,1 | −5,0  | −4,1 | −2,0 | 2,8  | 6,0  | 8,8  | 8,9  | 6,0  | 3,7  | −1,2 | −6,2 | ⌀ | 1,2   |
| Mittl. Tagesmin. (°C) | −9,6 | −10,2 | −8,8 | −6,2 | −1,5 | 1,3  | 3,7  | 3,9  | 1,1  | −1,3 | −6,3 | −8,8 | ⌀ | −3,5  |
|                       |      |       |      |      |      |      |      |      |      |      |      |      |   |       |
| Niederschlag (mm)     | 255  | 222   | 268  | 204  | 204  | 233  | 285  | 276  | 223  | 176  | 226  | 265  | Σ | 2837  |
|                       |      |       |      |      |      |      |      |      |      |      |      |      |   |       |
| Sonnenstunden (h/d)   | 4,4  | 4,9   | 4,8  | 5,0  | 5,4  | 5,2  | 5,7  | 5,2  | 5,4  | 5,4  | 4,2  | 3,7  | ⌀ | 4,9   |
|                       |      |       |      |      |      |      |      |      |      |      |      |      |   |       |
| Regentage (d)         | 12,7 | 11,9  | 15,7 | 14,1 | 15,2 | 16,3 | 16,3 | 16,0 | 13,2 | 11,1 | 12,8 | 14,5 | Σ | 169,8 |
|                       |      |       |      |      |      |      |      |      |      |      |      |      |   |       |
| Luftfeuchtigkeit (%)  | 65   | 68    | 75   | 80   | 82   | 84   | 83   | 82   | 78   | 70   | 70   | 68   | ⌀ | 75,4  |

| −9,6 |

| −10,2 |

| −8,8 |

| −6,2 |

| −1,5 |

| 1,3 |

| 3,7 |

| 3,9 |

| 1,1 |

| −1,3 |

| −6,3 |

| −8,8 |

| −9,6 |

| −10,2 |

| −8,8 |

| −6,2 |

| −1,5 |

| 1,3 |

| 3,7 |

| 3,9 |

| 1,1 |

| −1,3 |

| −6,3 |

| −8,8 |

| N i e d e r s c h l a g | 255 | 222 | 268 | 204 | 204 | 233 | 285 | 276 | 223 | 176 | 226 | 265 |
|                         | Jan | Feb | Mär | Apr | Mai | Jun | Jul | Aug | Sep | Okt | Nov | Dez |

## Gipfel
Der höchste Gipfel ist der Säntis (2502 m ü. M.), welcher mit der Bergbahn von der Schwägalp aus erreicht werden kann. Zweithöchste Erhebung ist der Girenspitz [AR] (2446 m), dritthöchste der Altmann (2435 m) und vierthöchste der Wildhuser Schofberg (2373 m). Weitere markante Punkte sind die Stauberenkanzel (1860 m), der Hohe Kasten (1793 m) und die Ebenalp (höchster Punkt 1640 m), welche mit Luftseilbahnen erschlossen sind.
Der Kronberg (ebenfalls mit Luftseilbahn) und die Hundwiler Höhi, beides Nagelfluhberge, gehören nicht mehr zum Alpstein, sondern bereits zum Appenzeller Vorland.

## Bilder

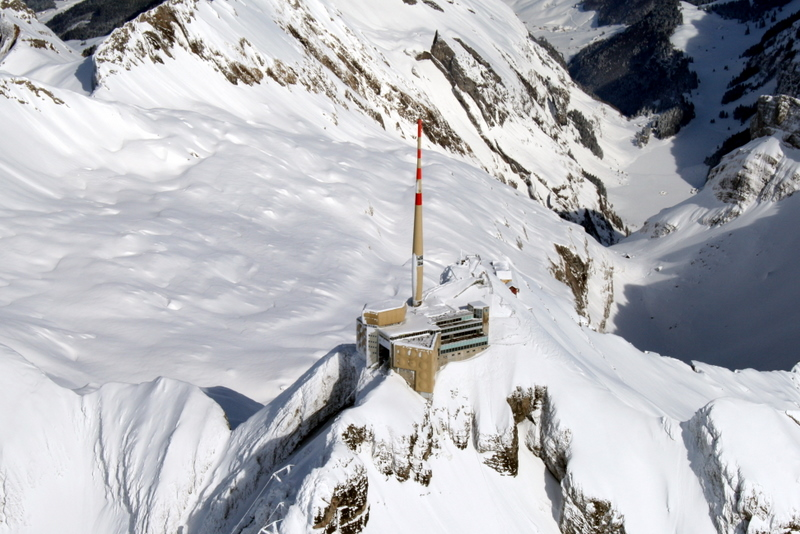
Säntis
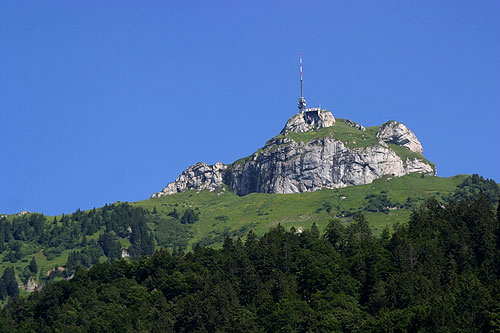
Hoher Kasten (1795 m)
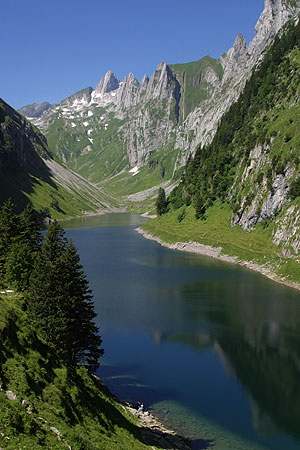
Fälensee
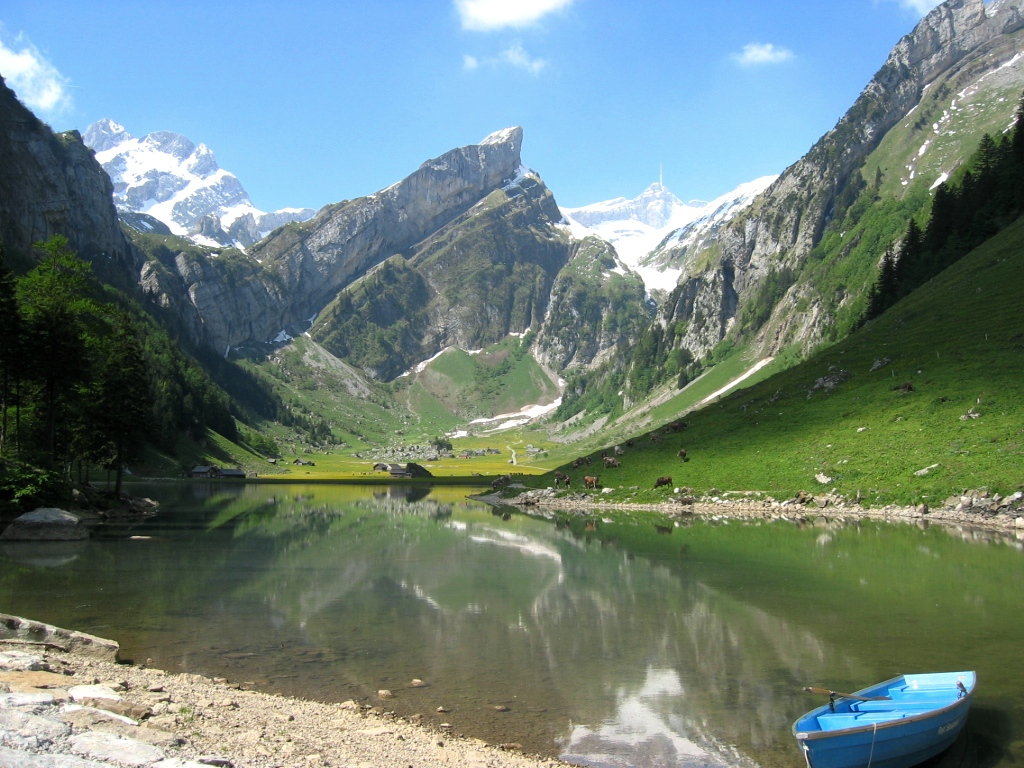
Seealpsee
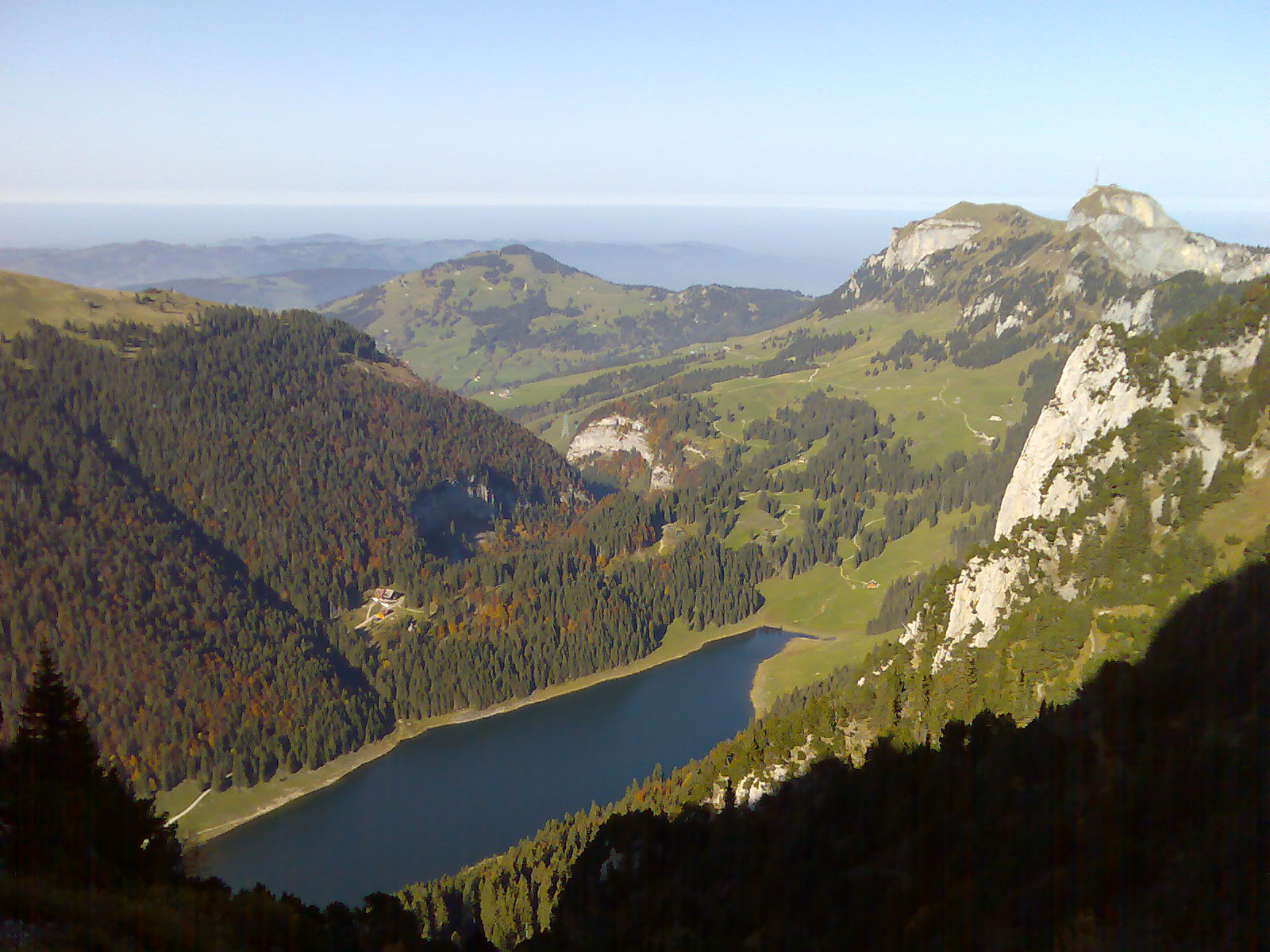
Sämtisersee
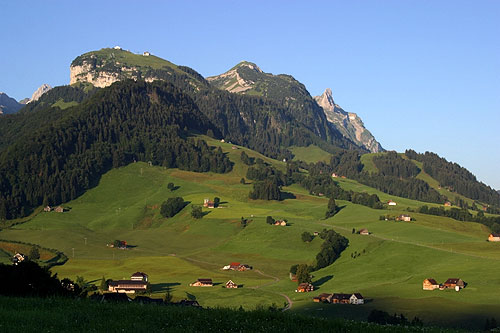
Appenzellerland bei Brülisau: Blick zu der Ebenalp (1644 m)
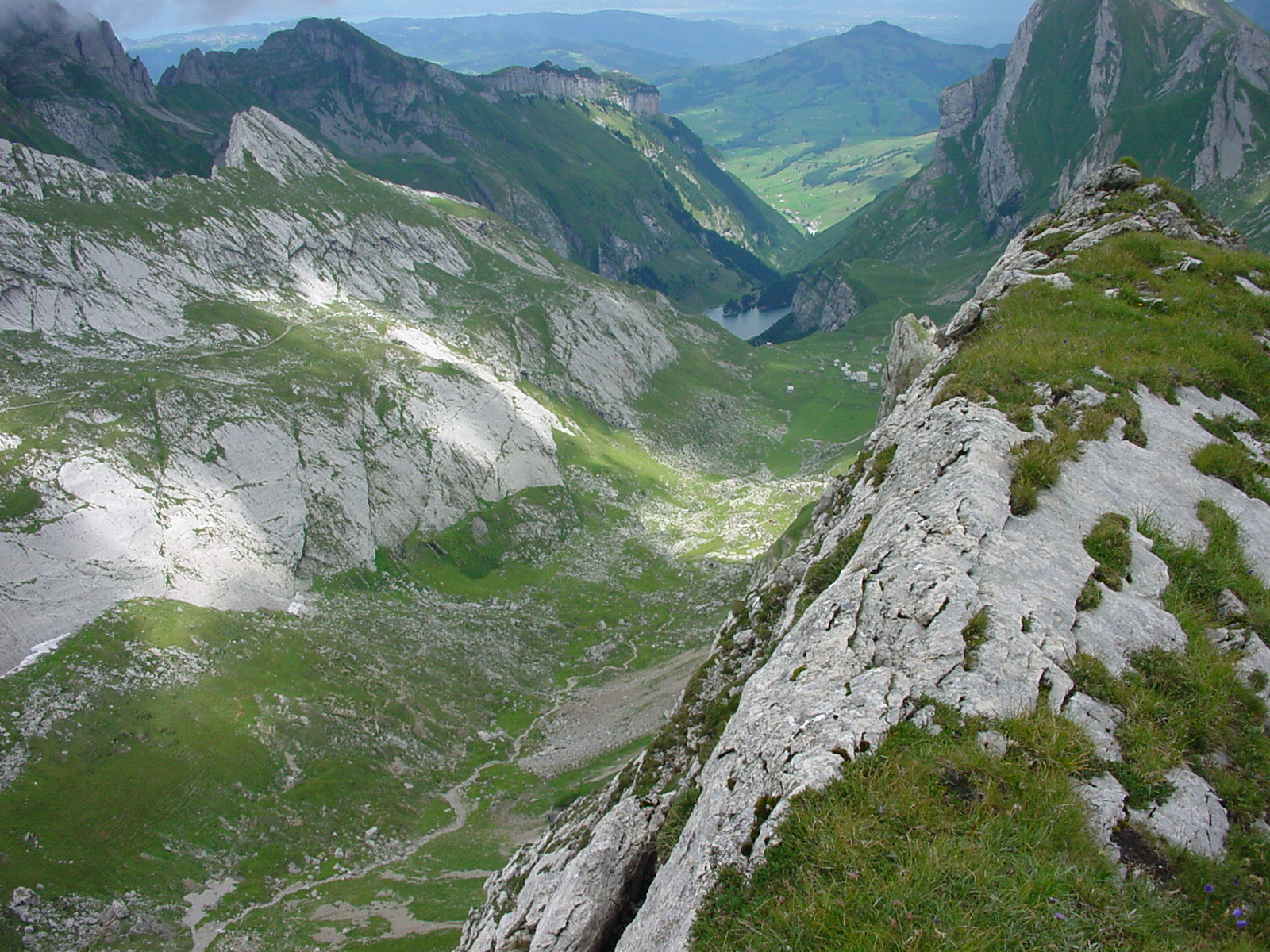
Meglisalp und Seealpsee
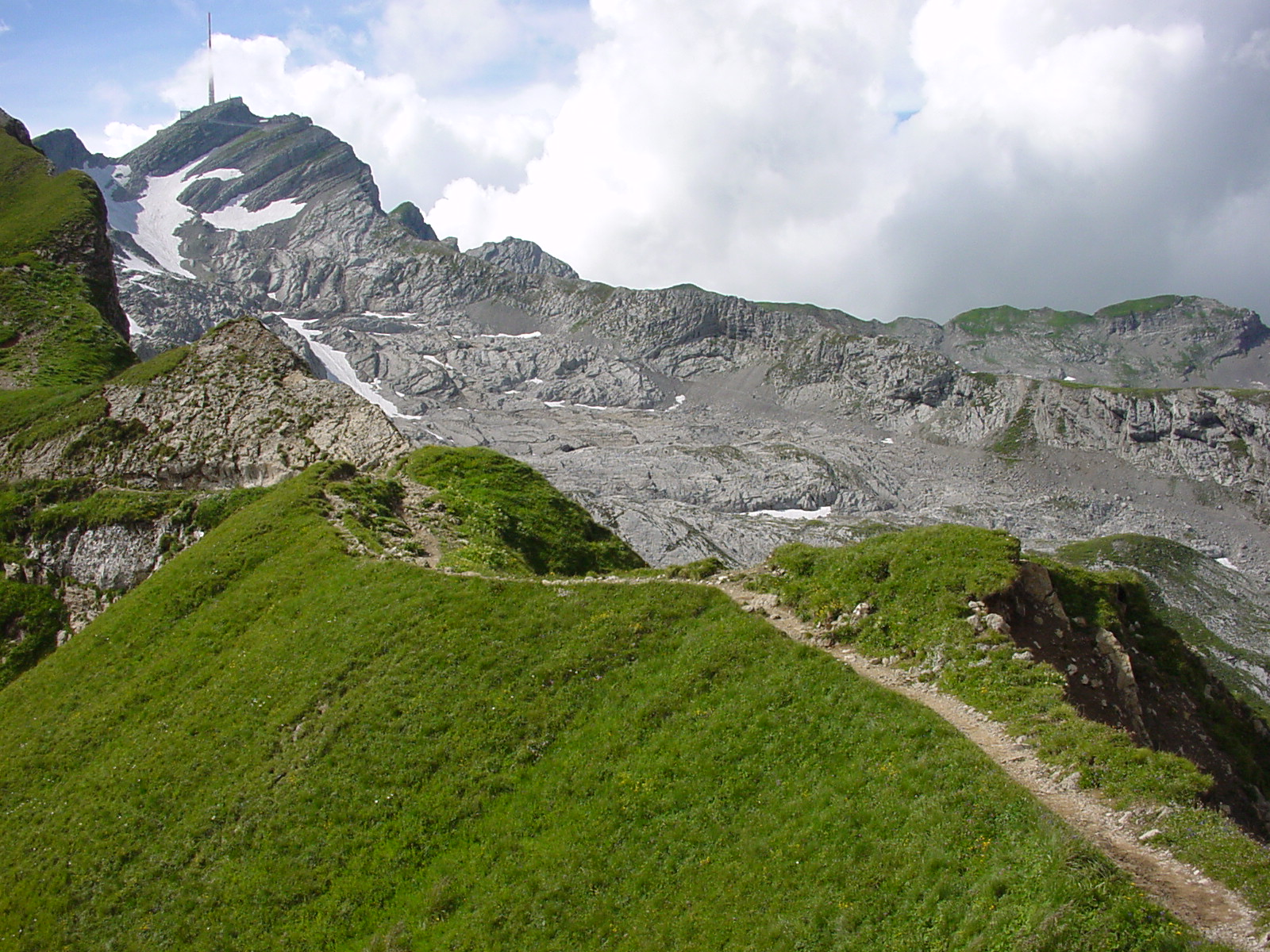
Säntis
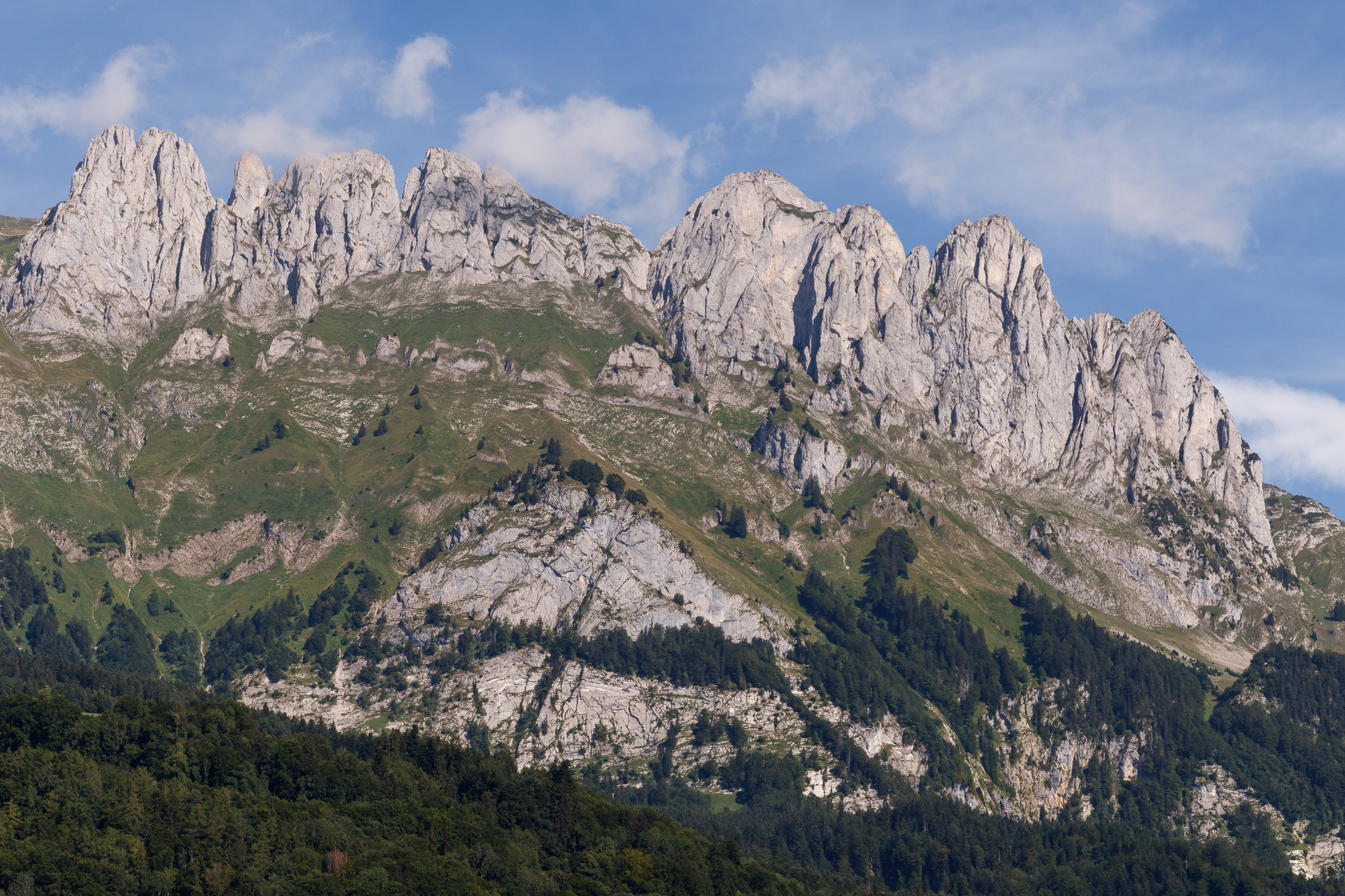
Chrüzberg, Ansicht von Gasenzen
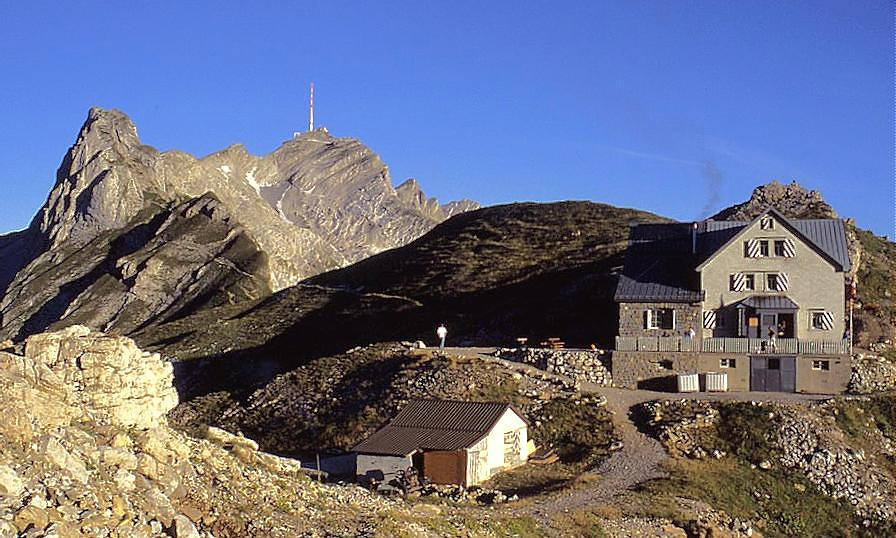
Berggasthaus Rotsteinpass mit Lisengrat und Säntis im Hintergrund